# .paris
Paris. هو اسم نطاق المستوى الأعلى لمدينة باريس، فرنسا. وقد أدخلَ في يونيو 2008 من قبل آيكان، وأول 100 عنوان ويب".paris" سجلَ منتصف عام 2014. وقد أصبح النطاق في المتناول العام في الثاني من ديسمبر 2014. وهو أول نطاق لمدينة في فرنسا. ويبلغ ثمن استعمال النطاق خلال العام الواحد قرابة 48 دولار أميركي.